# Rio Cávado

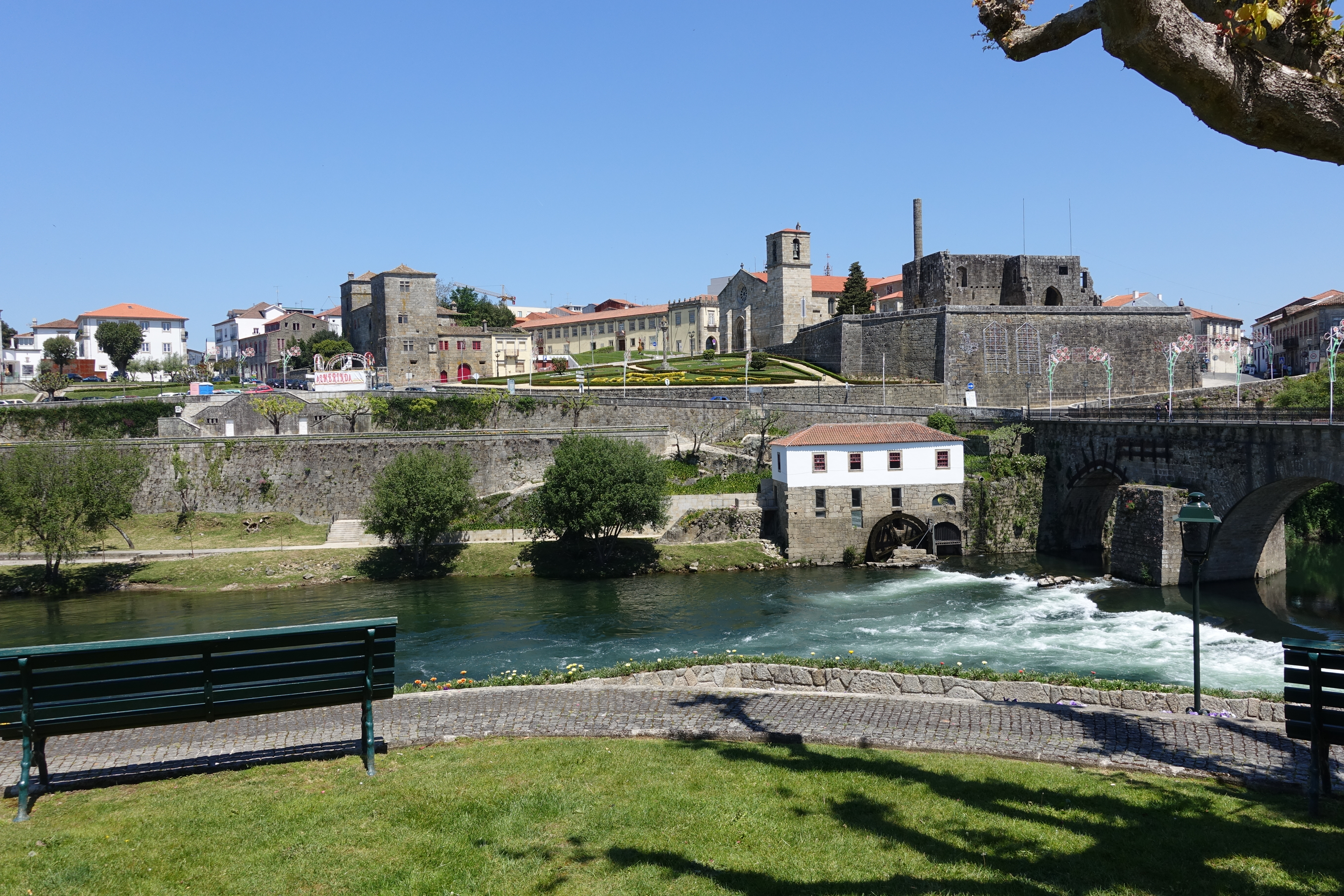
O Cávado atravessando Barcelos

O rio Cávado é um rio de Portugal que nasce na Serra do Larouco, mais propriamente na fonte da Pipa, a uma altitude de cerca de 1520 m, passa pelos concelhos de Montalegre, Terras de Bouro, Vieira do Minho, Amares, Póvoa de Lanhoso, Vila Verde, Braga, Barcelos, Esposende e desagua no Oceano Atlântico junto a Esposende, após um percurso de 135 km.
A bacia hidrográfica do rio Cávado é limitada, a norte, pela bacia hidrográfica do rio Neiva e do rio Lima e, a este e sul, pelas bacias do rio Douro e do rio Ave; tem uma área de 1600 km². O escoamento anual na foz do rio é, em média, de 2123 hm3, o que corresponde a 1615 m3/s. Estima-se que a bacia hidrográfica do rio Cávado apresente uma capacidade total de armazenamento de recursos hídricos na ordem dos 1180 hm3, em regime regularizado, valor que corresponde a quase 30% do total existente em Portugal.

## Etimologia
Encontramos na obra De Chorographia de Pompónio Mela, geógrafo romano da primeira metade do século I d.C. uma referência ao rio Célado (Celadus) entre o Ave e Neiva, sendo ao que tudo indica o antigo nome do rio Cávado. Contudo, também poderá ser o Nebis mencionado pelo mesmo autor. Nesse caso, o Celadus seria o Rio Este, afluente do Ave (Avo).

## Afluentes
- rio Cabril
- rio Caldo
- rio Homem
- rio Labriosca
- rio Rabagão
- rio Saltadouro
- rio Tamel

## Barragens
O Sistema Cávado - Rabagão - Homem é composto por várias barragens implantadas nesses mesmos percursos fluviais para aproveitamentos hidroeléctricos.
- Barragem da Paradela
- Barragem de Salamonde
- Barragem da Caniçada
- Barragem do Alto Cávado
- Barragem do Alto Rabagão
- Barragem da Venda Nova

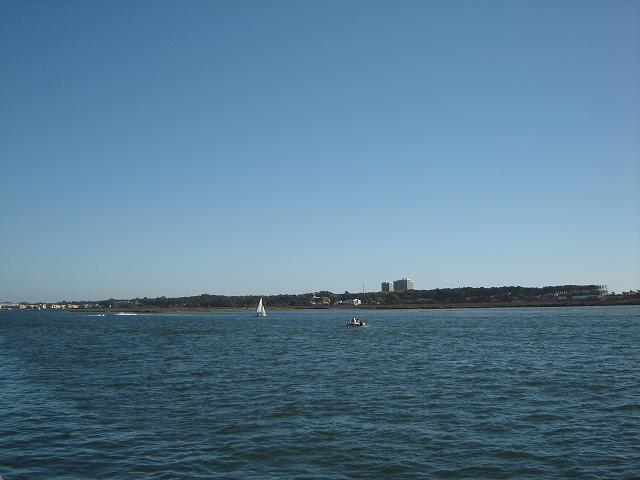
Foz do Rio Cávado

- Barragem Vilarinho das Furnas (Rio Homem)
- Barragem de Penide

## Pontes sobre o rio Cávado
Sobre o rio Cávado, podemos encontrar várias pontes, algumas com importância histórica e arquitectónica:
- Pontes de Rio Caldo
- Ponte de Parada de Bouro
- Ponte do Porto
- Ponte do Bico
- Ponte da EN101EN 101 sobre o Cávado
- Ponte do Prado
- Ponte da A3 sobre o Cávado
- Ponte Areias-Pousa
- Ponte Santa Eugénia-Barcelos
- Ponte de Barcelos
- Ponte Eiffel em Barcelos
- Ponte da EN 103 sobre o Cávado
- Ponte da A 28 sobre o Cávado
- Ponte de Fão